# Gibbs Cay
Gibbs Cay est une des îles Turks dans le territoire des îles Turks-et-Caïcos.